# Бернштейн, Сергей Натанович
Серге́й Ната́нович Бернште́йн (21 февраля [4 марта] 1880, Одесса, Херсонская губерния, Российская империя — 26 октября 1968, Москва, СССР) — советский математик, профессор Харьковского и Московского университетов, академик АН СССР. 

## Биография
Родился 21 февраля (по старому стилю) 1880 года в Одессе, в семье доктора медицины, физиолога Натана Осиповича Бернштейна и Малки (Матильды) Марковны Серебряной (в девичестве Слоним). Брат психиатра Александра Бернштейна. Получил своё математическое образование в Париже. Два сезона он провёл в Геттингене. Его учителями были Пикар, Гильберт и Адамар. Его диссертация 1904 года была посвящена решению 19-й проблемы Гильберта. Им найдены условия аналитичности решений уравнений второго порядка эллиптических и параболических типов; развиты новые методы решения граничных задач для нелинейных уравнений эллиптического типа; совместно с учениками создана новая ветвь теории функций — конструктивная теория функций. При доказательстве аппроксимационной теоремы Вейерштрасса Бернштейном были построены полиномы, оказавшиеся полезными в самых разных областях математики. Теперь их называют полиномами Бернштейна. В теории вероятностей Бернштейном предложена первая (1917) аксиоматика; продолжены и в определённом смысле завершены исследования петербургской школы Чебышёва — Маркова по предельным теоремам; разработана теория слабозависимых случайных величин; исследованы стохастические дифференциальные уравнения и указан ряд применений вероятностных методов в физике, статистике и биологии.
Вернувшись в Россию и не получив разрешения на работу в Москве, выбрал Харьков. Бернштейн стал одним из первых советских академиков. Его имя привлекало в Харьков многих известных математиков. Он делал доклады в Кембридже, Сорбонне, Болонье, Цюрихе.
В 1907—1933 годах преподавал в Харьковском университете. Профессор механико-математического факультета МГУ (1944—1947).
С 1924 года — член-корреспондент АН СССР; с 1929 года — академик. Академик АН Украинской ССР (1924). В 1942 году присуждена Сталинская премия за научные труды в области математики: «О суммах зависимых величин, имеющих взаимно почти нулевую регрессию», «О приближении непрерывной функции линейным дифференциальным оператором от многочлена», «О доверительных вероятностях Фишера».
Член Немецкого (с 1926) и Французского (с 1944) математических обществ, почётный доктор наук Алжирского (1944) и Парижского (1945) университетов.
В 1936 году входил в состав комиссии Президиума АН СССР по «делу Лузина» и был одним из активно защищавших академика Н. Н. Лузина, благодаря чему было принято достаточно «мягкое» решение.
Похоронен на Новодевичьем кладбище.

## Семья
Сестра Елизавета (1872—?) была замужем за присяжным поверенным Владимиром Матвеевичем (Самуиловичем) Гессеном, депутатом II Государственной думы.

## Вклад
- Многочлен Бернштейна
- Неравенство Бернштейна
- Задача Бернштейна
- Теорема Бернштейна о седловом графике

## Звания и награды
- Академик Академии наук СССР (1929; член-корреспондент с 1924)[6]
- Член Немецкого союза математиков (1926)
- Член Французского математического общества (1944)
- Почётный доктор наук Алжирского университета (1944)
- Почётный доктор наук Парижского университета (1945)
- Иностранный член Парижской академии наук (1955)[7]
- Сталинская премия I степени (10 апреля 1942) — за научные работы в области математики: «О суммах зависимых величин, имеющих взаимно почти нулевую регрессию», «О приближения непрерывной функции линейным дифференциальным оператором от многочлена» и «О доверительных вероятностях Фишера», опубликованные в 1941 году
- 2 ордена Ленина (в том числе 10 июня 1945)
- Орден Трудового Красного знамени (4 ноября 1944) — за выдающиеся заслуги в деле подготовки специалистов для народного хозяйства и культурного строительства